# Málaš
Málaš (maďarsky Málas) je obec na Slovensku v okrese Levice.

## Kultura a zajímavosti

### Památky
- Římskokatolický kostel Nanebevzetí Panny Marie, jednolodní neogotická stavba s půlkruhovým ukončením presbytáře a věží tvořící součást její hmoty z roku 1907. Věž kostela je ukončena jehlancovou helmicí. Stojí na místě staršího gotického chrámu. [2] Kostel byl v nedávné době nevhodně rozšířený, došlo ke změně polygonálního presbytáře na půlkruhově zakončený.